# Мухаммад аш-Шайбани
Абу́ Абдулла́х Муха́ммад ибн аль-Хаса́н аш-Шайба́ни (араб. أبو عبد الله محمد بن الحسن الشيباني‎; 749, Васит — 805, Рей) — правовед ханафитского мазхаба, один из кодификаторов мусульманского права и ученик имама Абу Ханифы.

## Биография
Родился в иракском городе Васите. В молодые годы переехал в Куфу и начал обучение в этом городе, где жили многие сподвижники пророка Мухаммада. В возрасте 14 лет он стал учеником имама Абу Ханифы, а после его смерти продолжил обучение у имама Абу Юсуфа. В возрасте 20 лет выступал с проповедью в главной мечети Куфы. В течение трёх лет слушал лекции Малика ибн Анаса в Медине. Его учителями были знаменитые знатоки хадисов Суфьян ас-Саури и Абдуррахман аль-Аузаи. Возвратившись в Ирак, стал одним из самых авторитетных факихов Багдада.  Потом он переехал в Багдад и некоторое время занимал там должность кади после Абу Йусуфа. В это же время он давал уроки по исламскому праву и другим религиозным дисциплинам и вырастил целую плеяду достойных учеников.
Когда халиф Харун ар-Рашид решил перенести свою резиденцию на Евфрат, он назначил аш-Шайбани на должность кади своей новой столицы — Ракки. В 805 году ар-Рашид решил взять аш-Шайбани с собой в Хорасан, чтоб и там назначить его кади, но Мухаммад умер в дороге близ Рея, не доехав до места. 

## Ученики
Среди известных учеников аш-Шайбани — Мухаммад аш-Шафии, Абу Сулейман Джурджани, Хишам ибн Убайдаллах ар-Рази, Абу Хафс Кабир, Мухаммад ибн Мукатиль, Шадад ибн Хаким, Муса ибн Насир Рази, Абу Убайда Касим ибн Салам, Исмаил ибн Тауба, Али ибн Муслим ат-Туси и др.

## Сочинения
В своих сочинениях аш-Шайбани собрал наследие Абу Ханифа, хотя во многих случаях его взгляды расходились со воззрениями его первого наставника.
Он составил свод по фикху «аль-Мабсут» (араб. المبسوط‎) (его второе название — «Китаб аль-асль фи-ль-фуру»; араб. كتاب الأصل في الفروع‎) и дополнения к нему («Китаб аз-зиядат»; араб. كتاب الزيادات‎), большой справочник по фикху и малый («Китаб аль-джами аль-кябир» араб. كتاب الجامع الكبير‎ и «Китаб аль-джами ас-сагыр» араб. كتاب الجامع الصغير‎), написал сочинение трактующее вопросы военного права («Китаб ас-сийар аль-кябир»; араб. كتاب السير الكبير‎), сохранившееся только в составе комментария ас-Сарахси, а также труд, посвящённый специально наследию Абу Ханифа («Китаб аль-асар»; араб. كتاب الآثار‎), и, возможно, является автором сочинения об уловках при обходе закона и об их предотвращении. Также Мухаммад аш-Шайбани является составителем и комментатором одной из двух редакций «аль-Муватта» Малика ибн Анаса.